# Angiopolybia

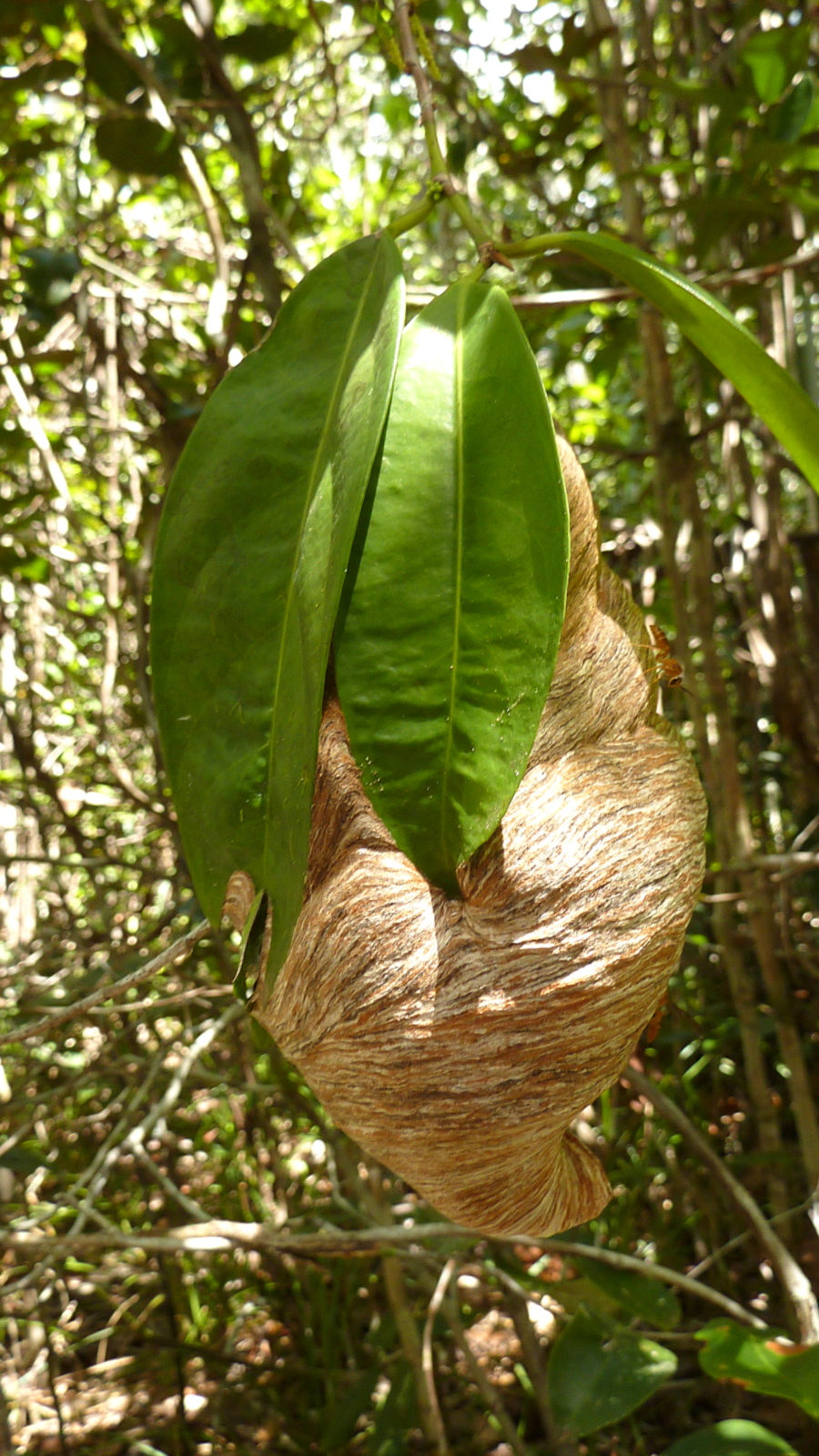
Гнездо ос

Angiopolybia (лат.) — род общественных ос семейства Vespidae. 5 вида.

## Распространение
Неотропика: Южная и Центральная Америка (на север до Коста-Рики).

## Описание
Сложные глаза без щетинок. Оцеллии мелкие. Вершина наличника заострённая. Формула щупиков 6,4 (нижнечелюстные + нижнегубные). Метанотум округлый. Скутеллюм относительно плоский. Проподеальный киль отсутствует. Гнёзда прикрепляются на стебельке к листьям или ветвям. Иногда, как и представители рода Agelaia, демонстрируют поведение некрофагов: их рабочие осы могут собирать кусочки плоти с мёртвых животных.
В Тринидаде (Вест-Индия), социальные осы Angiopolybia pallens и Polybia rejecta проникают в пенные гнёзда лягушек Engystomops pustulosus (размер лягушек 2—3 см), где они охотятся на их яйца (икринки) и головастиков. Потомство лягушек в пенных гнёздах на ранних стадиях, кажется, почти невосприимчиво к хищничеству ос, но они становятся более уязвимыми по мере того, как гнёзда стареют, пена распадается и уже не скрывает расплод лягушек.

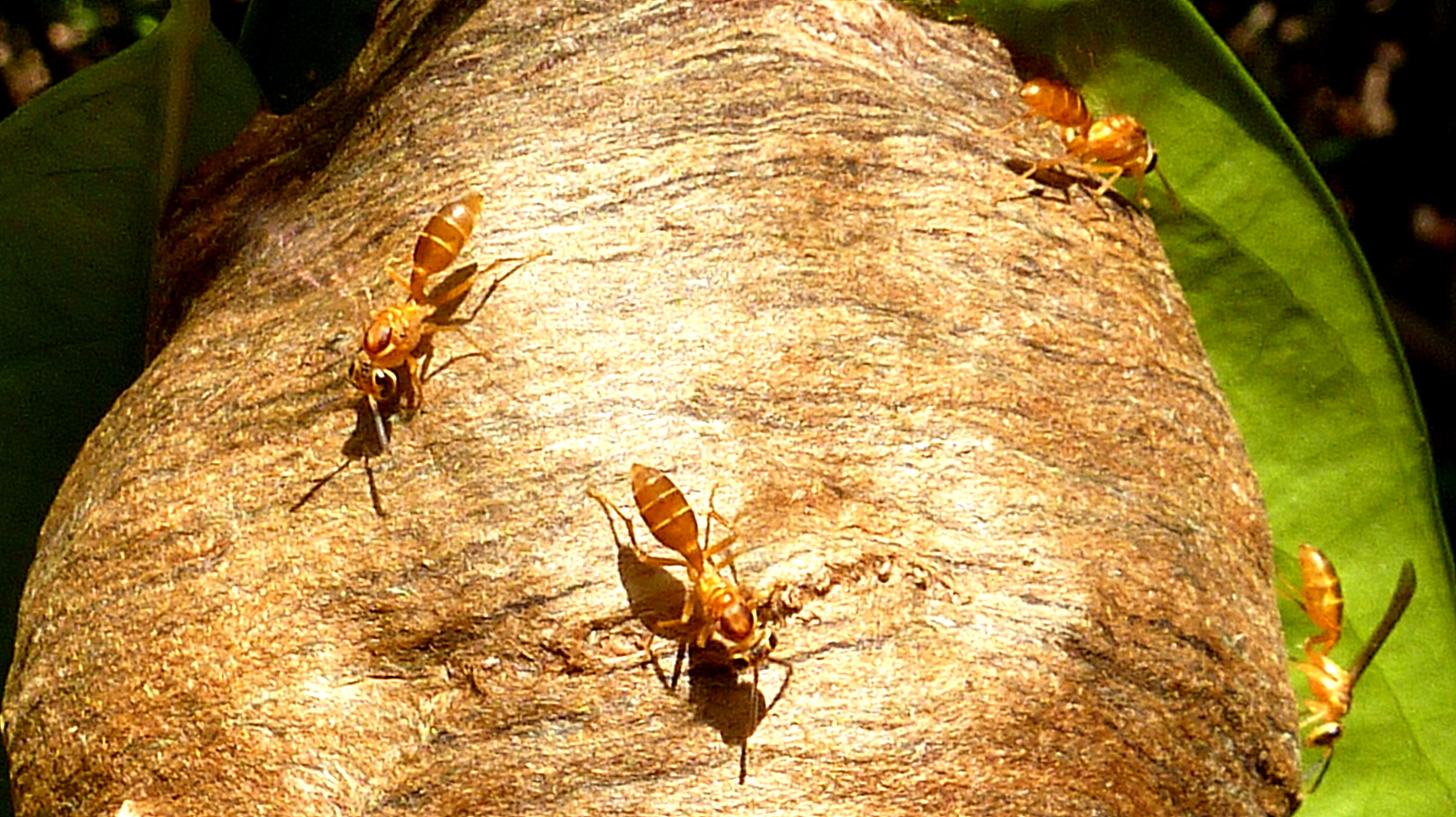
Осы на гнезде

## Систематика
Angiopolybia это базальный род трибы Epiponini, встречающейся исключительно в неотропическом регионе.
До 1943 года этот род носил имя Rhopalidia Lepeletier, 1836, но оно оказалось сходным с названием ос-полистин Старого Света Ropalidia Guérin-Méneville, 1831) и поэтому его заменили на Stelopolybia. В 1946 году оно было заменено на Angiopolybia. В 1976 году это изменение было принято согласно решению Международной комиссии по зоологической номенклатуре № 1051. Известно 5 видов:
- Angiopolybia obidensis (Ducke, 1904) — Бразилия, Гайана, Суринам, Французская Гвиана
  - = Polybia obidensis Ducke, 1904
- Angiopolybia obscuriorina Barroso, 2024[14]
- Angiopolybia pallens (Lepeletier, 1836) — Боливия, Бразилия, Венесуэла, Гайана, Колумбия, Панама, Перу, Суринам, Тринидад; Французская Гвиана, Эквадор
  - = Rhopalidia pallens Lepeletier, 1836
- Angiopolybia paraensis (Spinola, 1851) — Боливия, Бразилия, Венесуэла, Гайана, Колумбия, Панама, Перу, Французская Гвиана, Эквадор
  - = Polistes paraensis Spinola, 1851
- Angiopolybia zischkai Richards, 1978 — Боливия, Колумбия, Коста-Рика, Панама, Перу, Эквадор